# Platychelus pusillus
Platychelus pusillus är en skalbaggsart som beskrevs av Hermann Burmeister 1844. Platychelus pusillus ingår i släktet Platychelus och familjen Melolonthidae. Inga underarter finns listade i Catalogue of Life.